# Advanced Re-entry Demonstrator
Advanced Re-entry Demonstrator (ARD) är ett fordon som utvecklades av ESA och provflögs för första gången år 1998. Uppskjutningen gjordes med en Ariane 5 raket. Den teknik som utvecklats till denna demonstrator kommer till vissa delar att återanvändas i en vidareutveckling kallad IXV.